# سيدي عمار (ولاية عنابة)
تقع بلدية سيدي عمار في ولاية عنابة، تحدها بلدية البوني من الشمال والغرب، وبلدية الشرفة من الجنوب الغربي، وبلدية الحجار من الشرق والجنوب الشرقي، تبعد بـ10 كيلومترات عن مدينة عنابة عاصمة الولاية. يبلغ عدد سكانها حسب إحصاء 2014 حوالي 150.00 ألف مواطن وبذلك تحتل المرتبة الثانية من حيث عدد السكان بعد عاصمة الولاية.
سميت هذه البلدية نسبة للولي الصالح عمار بوسنة والذي ما يزال قبره محفوطا حتى الآن.
تأسست البلدية بموجب القانون رقم 09/82 مؤرخ 02 جمادى—ربيع الأول 1404 ه الموافق 1982/4/2
المتضمن بتنظيم الإقليمية والإدارية للدولة، وأول رئيس لمجلسها البلدي السيد العربي بوخناف
تضم بلدية سيدي عمار عدة تجمعات حضرية كبيرة على غرار سيدي عمار مركز وشعيبة، الحي الجديد، برقوقة، دراجي رجم، حجر الديس والقنطرة
تمتلك البلدية عدة مناطق صناعية مثل منطقة واد مبوجة وتملك أكبر مصنع لصناعة الحديد والصلب في الجزائر مركب ارسلور ميتال.
كما تحتوي على أكبر جامعة «جامعة باجي مختار» لولاية عنابة.
المرافق الرياضية:
مسبح شبه أولمبي بمنطقة UV1 (قيد الإنجاز).
03 ملاعب بلدية -تيف- سيدي عمار، دراجي رجم، حجر الديس.
02 ملاعب جامعية -تيف-19 mai معشوشب سيفوس.
01 قاعة ألعاب جامعية بالقرب من مسجد الجامعة.

## رئيس المجلس الشعبي البلدي أحمد بومعزة[1][2]
1. ↑  نوار عبد الغاني
2. ↑  بوراس، راضية؛ عكاك، عبد الغاني (5 نوفمبر 2022). "نوار عبد الغاني". مجلة المعيار. ج. 26 ع. 7: 230–242. DOI:10.37138/almieyar.v26i7.577. ISSN:2588-2384.